# Ronda (Vorname)
Ronda ist ein weiblicher Vorname.

## Herkunft und Bedeutung
→ Hauptartikel: Rhonda
Beim Namen Ronda handelt es sich um eine Variante des Namens Rhonda.

## Namensträgerinnen
- Ronda Rousey (* 1987), US-amerikanische Judoka, Mixed-Martial-Arts-Kämpferin, Wrestlerin und Schauspielerin
- Ronda Whyte (* 1990), jamaikanische Hürdenläuferin